# Microsoft InterConnect
Microsoft Office InterConnect（マイクロソフト オフィス インターコネクト, InterConnect）は、マイクロソフトが日本向けに開発・販売していたWindows用電子名刺及び個人情報管理ソフトウェアである。

## 概要
Microsoft Outlookと連携し、電子名刺の作成と個人情報の管理を行うソフトウェアである。ビジネス上のやり取りに欠かせない名刺を電子的に取り扱うことができ、また、複数の名刺情報や他のユーザーから提供された名刺情報を管理できるため、いわゆる「電子名刺交換」が可能とされた。
InterConnect 2004はMicrosoft Office 2003ファミリーを構成するソフトウェアとして2004年9月10日に発売された。続くInterConnect 2007はMicrosoft Office Ultimate 2007（2007年1月30日発売）の一部を構成するとともに単品としても販売された。Microsoft Office 2010ではスイートから削除され、単品での販売も行われておらず、開発・販売は終了している。
はがきスタジオ同様、マイクロソフトの日本法人が独自に企画・開発を行なっていた。マイクロソフトはInterConnectの宣伝のために、インターコネクトを略してインコと宣伝したことがある。
無料で使用でき、Outlook Expressで利用可能な簡易版「Microsoft InterConnect lite」も開発された。